# Râul Geoagiu (Alba)
Râul Geoagiu sau Râul Stremț este un curs de apă, afluent al râului Mureș. Cursul superior al râului, amonte de Mânăstirea Râmeț este cunoscut și sub denumirea de Râul Râmeț

## Imagini

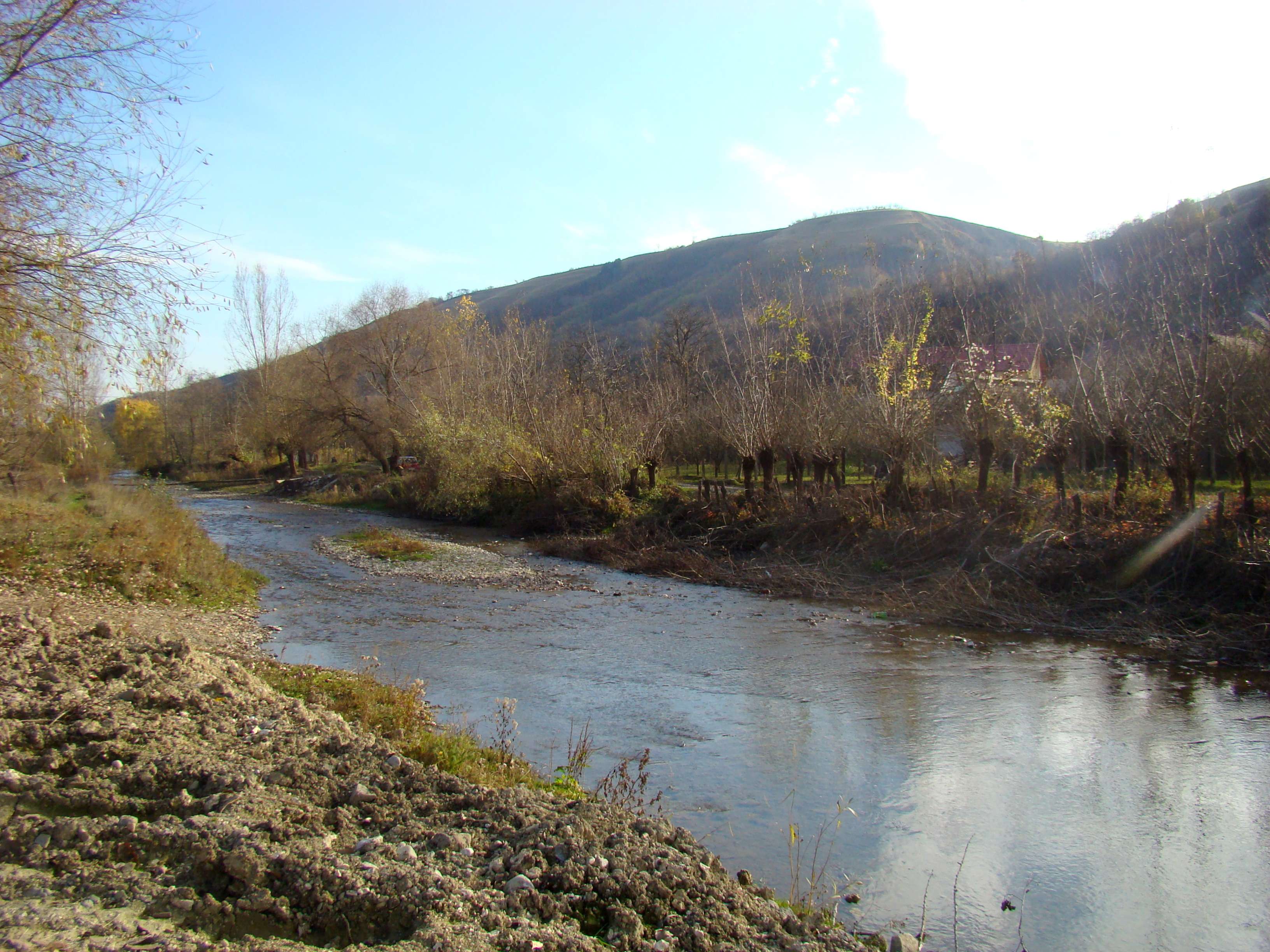
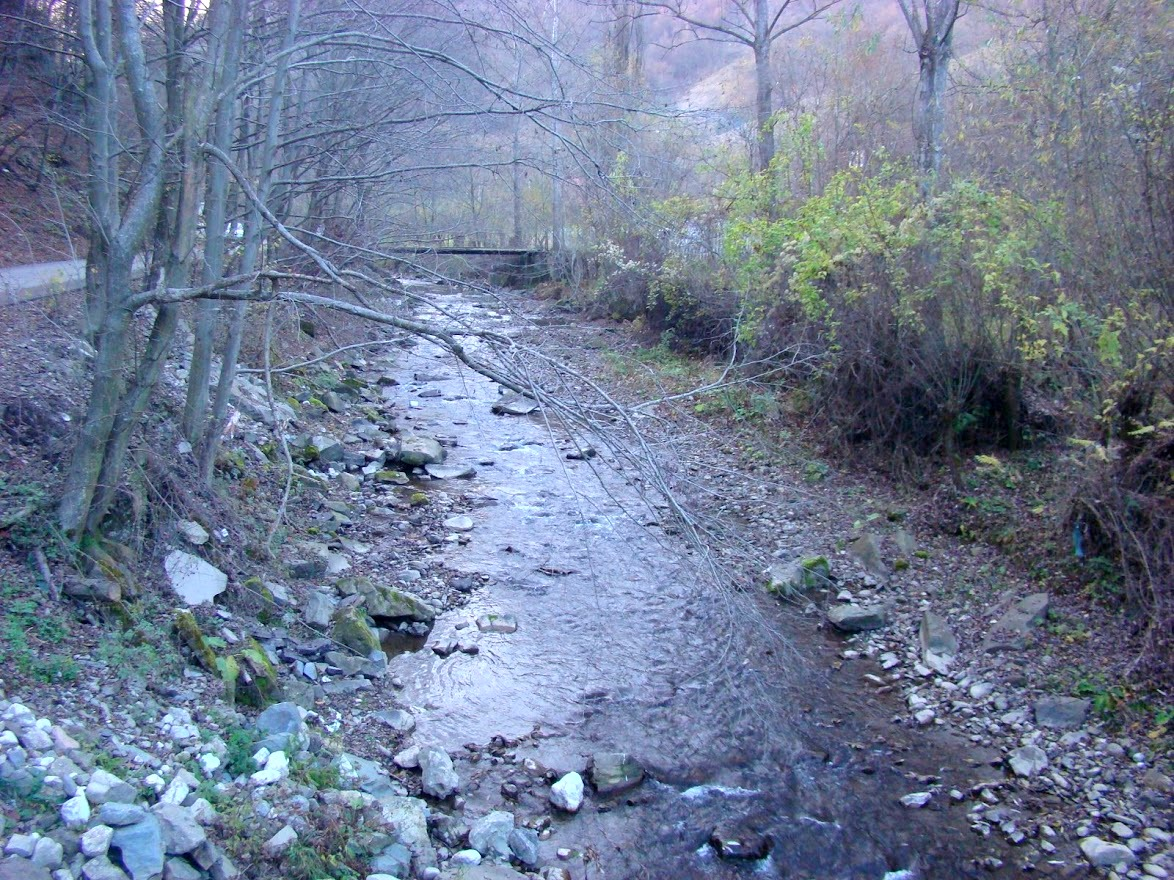
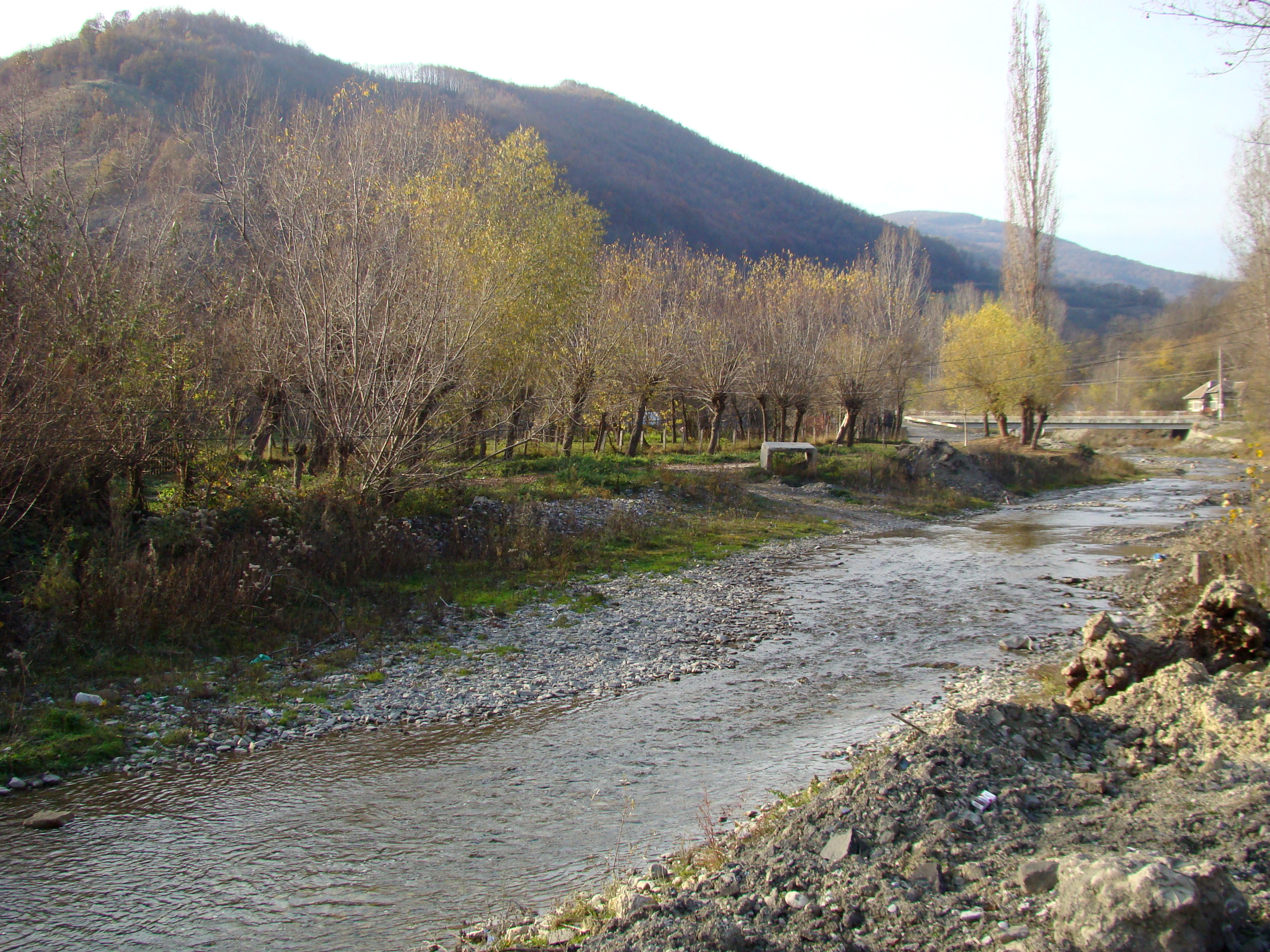

## Hărți
- Harta Munții Apuseni
- Harta Județul Alba
- Harta Munții Trascău  Arhivat în 11 octombrie 2008, la Wayback Machine.